# Männelwecken

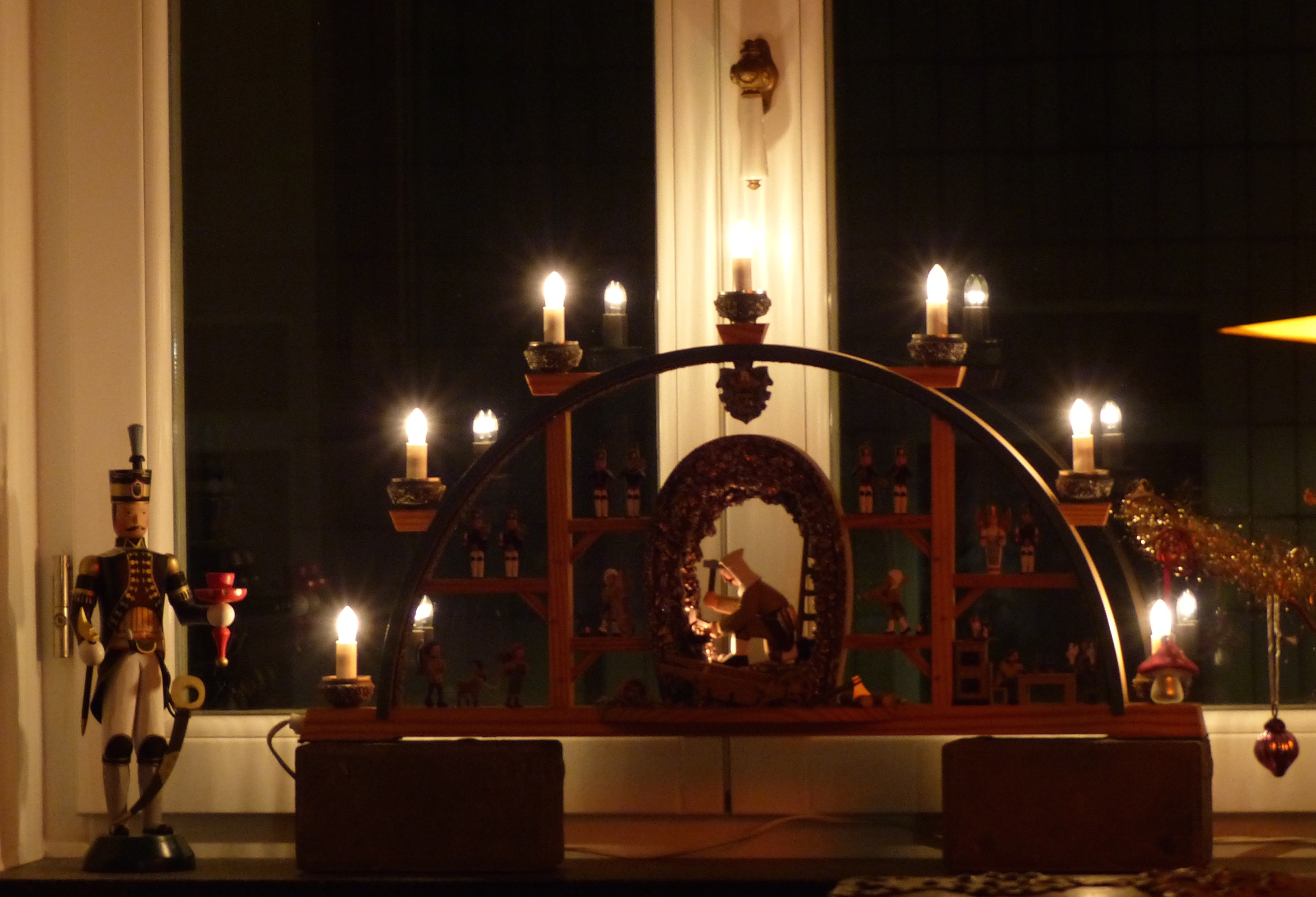
Ein mit weihnachtlichen Figuren dekoriertes Fenster in der Adventszeit

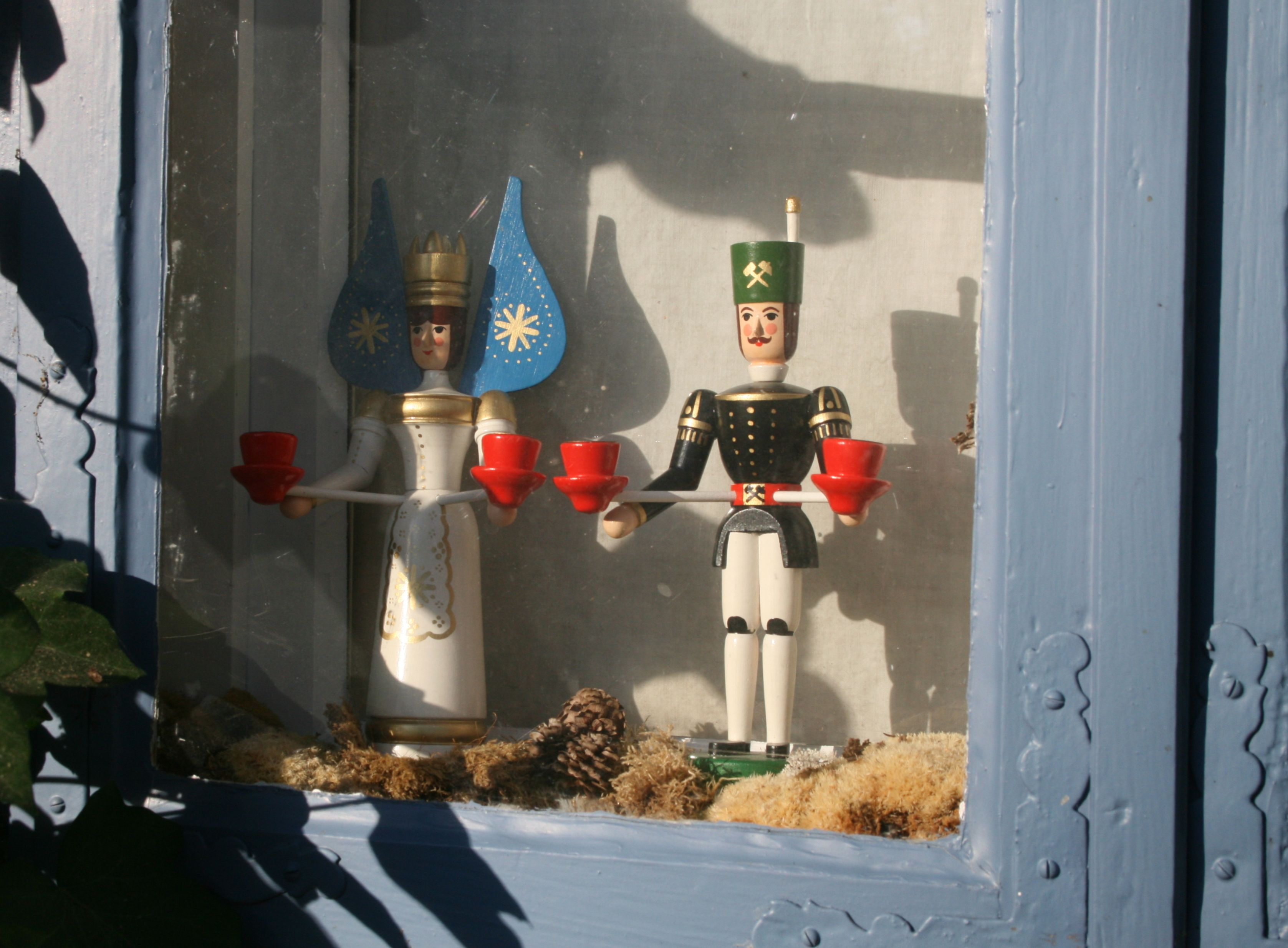
Engel und Bergmann in einem alten Doppelfenster

Als Männelwecken, regional auch Männlwecken, Männelkloppen, Mannelaufwecktog, wird besonders im Erzgebirge das alljährliche Hervorholen und Aufstellen der weihnachtlichen Figuren, Räuchermännchen („Männl“), Schwibbögen und Pyramiden bezeichnet. Das alljährliche Ritual leitet die Festzeit im Advent ein.
Nach Totensonntag, in der Woche vor dem ersten Advent, wird die Weihnachtsdekoration vom Dachboden oder aus dem Keller geholt, zusammengesetzt, gegebenenfalls repariert, neu bemalt und ergänzt. Ganz traditionsbewusste Erzgebirger stellen genau so viele Engel und Bergmänner in die Fenster, wie im Haushalt Töchter und Söhne leben.
In manchen Regionen treffen sich die Männer des Ortes, nur die Männer, und bringen ihre wertvollste – ausschließlich handgefertigte – weihnachtliche Figur mit. Durch lautes Klopfen auf den Holztisch des Versammlungsraums werden die Figuren „erweckt“ und die Räucherkerzen der Räuchermännchen zum ersten Male angezündet.
Am Sonnabend vor dem ersten Advent wird die Dekoration aufgebaut und anschließend mit einem festlichen Kaffeetrinken oder Abendessen der Beginn der Adventszeit gefeiert. In der Dämmerung versammelt sich die Familie zum feierlichen Entzünden der Kerzen. Traditionell wird häufig anschließend das erste Mal die Pyramide angeschoben. Begleitet werden das Anzünden der Lichter und das Pyramidenanschieben meistens mit dem Trinken eines bitteren Kräuterschnapses.
Sonja Ebart beschreibt in ihrem Gedicht Dar Mannelaufwecktog ..., dass in der Woche vor dem 1. Advent der Mannelaufwecktog sei:
Mit'n Korb gieht's ufn Buden nauf,

kommt ihr Manneln weckt nu auf!

Dä es is Weihnacht un Jesus Christ, dos liebliche Wesen,

sollt ihr miet willkommen heeßen! […]

Alle komme, wie's sich gebührt,
aus ihre Schachteln rausmarschiert.
Der Heimatdichter Erich Lang beginnt sein bekanntes Lied ’s Raachermannel mit dem Männelwecken:
Gahr fer Gahr gieht‘ s zen Advent of n Buden nauf, wird e Mannel aufgeweckt: Kumm, nu stiehst de auf! […]